# 斗南收費站
23°38′36″N 120°26′40″E / 23.643347°N 120.444318°E
斗南收費站為國道一號曾存在的一座收費站，位於雲林縣大埤鄉、國道一號246公里處。鄰近的交流道為雲林系統交流道與大林交流道。
斗南收費站拆除後，仍保留過磅設施，後稱為斗南地磅站。

## 歷史
- 1974年7月啟用。
- 2013年12月30日，因取消計次收費改採里程計費而停止收費，站體全部拆除[2]。但仍保留過磅設施，後稱為斗南地磅站。